# دوري بنما لكرة القدم 1999-00
دوري بنما لكرة القدم 1999-00 (بالإسبانية: Anaprof 1999-00)‏ هو موسم من دوري بنما لكرة القدم. كان عدد الأندية المشاركة فيه 10، وفاز فيه نادي تاورو ‏.